# Ferdinand Georg Frobenius

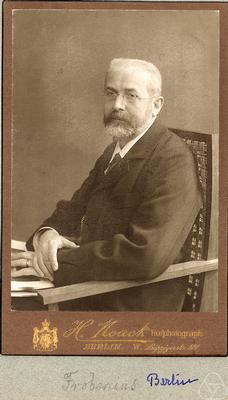
Ferdinand Georg Frobenius

Ferdinand Georg Frobenius (Charlottenburg, 26 oktober 1849 – Berlijn, 3 augustus 1917) was een Duitse wiskundige, die het meest bekend is voor zijn bijdragen aan de theorie van de differentiaalvergelijkingen en aan de groepentheorie. Hij heeft ook het eerste volledige bewijs voor de stelling van Cayley-Hamilton gegeven.
Frobenius werd geboren in Charlottenburg, een voorstad van Berlijn, en werd opgeleid aan de Universiteit van Berlin. Onder begeleiding van Karl Weierstrass schreef hij zijn proefschrift over de oplossing van differentiaalvergelijkingen. Na zijn afstuderen in 1870 gaf hij een aantal jaren wiskundeles aan Berlijnse scholen, totdat hij werd benoemd aan het Polytechnicum in Zürich (nu de ETH Zürich). In 1893 keerde hij terug naar Berlijn, waar hij werd gekozen in de Pruisische Academie van Wetenschappen.

## Bijdragen aan de groepentheorie
In de tweede helft van zijn carrière raakte Frobenius zeer geïnteresseerd in groepentheorie. Een van zijn eerste opmerkelijke bijdragen was een bewijs van de stellingen van Sylow voor abstracte groepen. Eerdere bewijzen waren voor permutatiegroepen. Zijn bewijs voor de eerste stelling van Sylow (over het bestaan van Sylow groepen) wordt ook nu nog veel gebruikt.
Belangrijk was ook de creatie van een theorie van groep karakteristieken en groepsrepresentaties, beide creaties zouden fundamentele hulpmiddelen voor de bestudering van de structuur van een groep worden. Dit werk leidde tot de notie van de reciproke van Frobenius en de definitie van wat nu Frobenius-groepen worden genoemd. Verder heeft hij een fundamentele bijdrage geleverd aan de karaktertheorie van de symmetrische groepen.

## Bijdragen aan de getaltheorie
Frobenius introduceerde een kanonieke manier om priemgetallen in geconjugeerde klassen om te zetten in Galoisgroepen over Q. Specifiek, als K/Q een eindige Galois-uitbreiding is dat tot elk (positief) priemgetal p dat niet vertakt in K en tot elk priemideaal P liggend over p in K, dan is er een uniek element g of Gal(K/Q) dat voldoet aan de conditie g(x) = xp (mod P) voor alle gehele getallen x of K. Wanneer men P varieert over p dan verandert g in een geconjugeerde (en elke geconjugeerde van g komt op deze manier voor), zodat de geconjugeerde klasse van g in de Galoisgroep kanoniek is geassocieerd met p.  Dit is de zogenaamde Frobenius geconjugeerde klasse van p en elk element van de geconjugeerde klasse wordt een Frobenius element van p genoemd. Als wij voor K het m-de cyclotomisch veld nemen, waarvan de Galoisgroep over Q de eenheidsmodulo m is (en dus abels is, zodat de geconjugeerde klassen elementen worden), dan zijn voor elke p niet deelbaar door m de Frobeniusklassen in de Galoisgroep p mod m. Vanuit dit gezichtspunt is de verdeling van de Frobenius-geconjugeerde klassen in Galoisgroepen over Q (of meer algemeen, Galoisgroepen over elk getallenlichaam) een generalisatie van Dirichlets klassieke resultaten over priemgetallen in rekenkundige progressies. De studie van Galoisgroepen van oneindige graads uitbreidingen van Q hangt cruciaal af van Frobenius-elementen, welke vanuit een bepaald gezichtspunt een dichte deelverzameling van elementen vormen die toegankelijk zijn voor gedetailleerde studies.